# Сироквашино (Великолуцький район)
Сироквашино (рос. Сыроквашино) — присілок в Великолуцькому районі Псковської області Російської Федерації.
Населення становить 77 осіб. Входить до складу муніципального утворення Пореченська волость.

## Історія
Від 2014 року входить до складу муніципального утворення Пореченська волость.

## Населення
| 2001 | 2002 | 2010 |
| ---- | ---- | ---- |
| 137  | ↘101 | ↘77  |